# Hale River
Der Hale River ist ein Fluss im Südosten des australischen Territoriums Northern Territory. Die meiste Zeit des Jahres führt er allerdings kein Wasser.

## Geografie

### Flusslauf
Der Fluss entspringt bei The Garden an den Nordhängen des Mount Laughlen in den MacDonnell Ranges ca. 60 km nordöstlich von Alice Springs und fließt von dort nach Südosten entlang der Nordseite der MacDonnell Ranges. Meistens versickert sein Wasser im Westteil der Simpsonwüste. Nur in sehr nassen Jahren setzt er seinen Lauf nach Süden fort und mündet südlich der Grenze nach South Australia, im Witjira-Nationalpark, in den Finke River.

### Nebenflüsse mit Mündungshöhen
- Winnecke Depot Creek – 669 m
- Tug Creek – 583 m
- Florence Creek – 560 m
- Pig Hole Creek – 479 m
- Cleary Creek – 375 m
- Five Mile Creek – 364 m
- Pulya Pulya Creek – 308 m
- Todd River – 264 m

(Quelle:)
Der Todd River versickert meistens in der Nähe des Hale River in der Simpsonwüste. Nur in sehr nassen Jahren läuft er in den Hale River über.

### Durchflossene Seen
Der Hale River durchfließt ein Wasserloch, das meist auch dann mit Wasser gefüllt ist, wenn der Fluss selbst trocken liegt:
- Coulthards Gap Waterhole – 437 m[1]